# آروبا فلورین
آروبا فلورین (به انگلیسی: Aruban florin) (به هلندی: Arubaanse florin) با کد ایزوی AWG، یکای پول رایج در کشور آروبا است. مسئولیت کنترل این یکای پول بر عهدهٔ بانک مرکزی آروبا قرار دارد.

## اسکناس‌ها
اسکناس ۱۰۰ فلورین به عنوان اسکناس برتر سال ۲۰۱۹ برگزیده شد.